# Witalij Konow
Witalij Serhijowytsch Konow (ukrainisch Віталій Сергійович Конов, russisch Виталий Сергеевич Конов Witali Sergejewitsch Konow, englisch Vitaliy Konov/Vitaly Konov; * 13. Juli 1987 in Priosersk) ist ein ukrainischer Badmintonspieler.

## Karriere
Witalij Konow nahm 2010 und 2011 an den Badminton-Weltmeisterschaften teil. Bereits 2009 war er in der Ukraine nationaler Titelträger im Herrendoppel geworden (zusammen mit Dmytro Sawadskyj). 2010 und 2011 wurde er europäischer Hochschulmeister im Badminton. 2013 gewann er die Slovak International.